# Métropolie d'Arkhangelsk

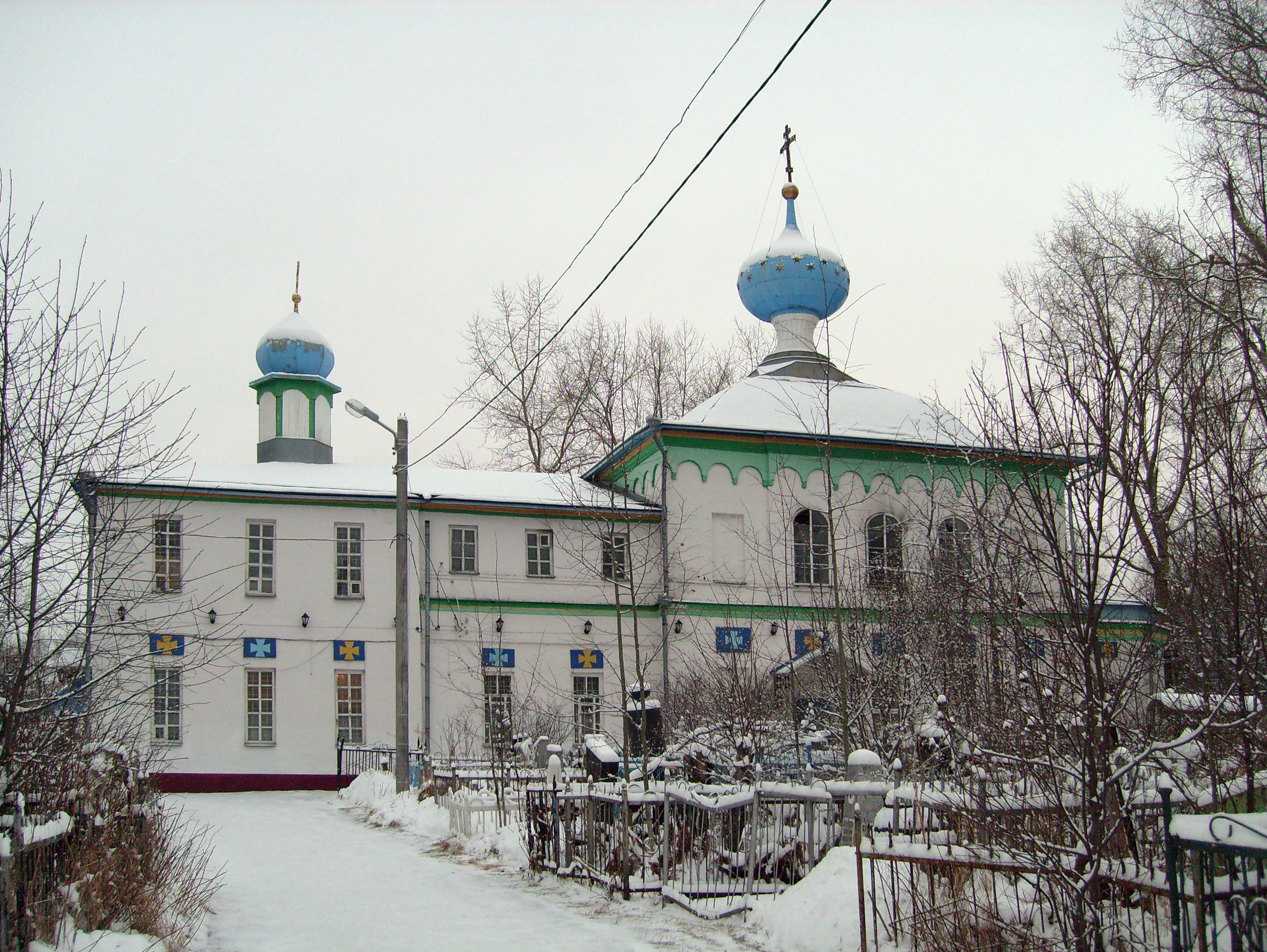
Cathédrale Saint-Élie d'Arkhangelsk.

La métropolie d'Arkhangelsk (Арха́нгельская митропо́лия), dite parfois métropolie de l'Arctique, est un siège métropolitain de l'Église orthodoxe russe en Russie qui a juridiction dans l'oblast d'Arkhangelsk. Il réunit quatre éparchies (diocèses) : l'éparchie d'Arkhangelsk, l'éparchie de Kotlas, l'éparchie de Narian-Mar et l'éparchie de Plessetsk. La cathédrale métropolitaine est la cathédrale Saint-Élie d'Arkhangelsk, en attendant la fin des travaux de la nouvelle cathédrale Saint-Michel-Archange d'Arkhangelsk.

## Histoire
Conformément au règlement sur les évêques régionaux du 12 mars 1934 et conformément à la résolution du conseil local de 1917-1918 à propos des districts métropolitains, l'assemblée provisoire du Saint-Synode forme des régions ecclésiastiques regroupant plusieurs diocèses. C'est ainsi que pour la région du Nord, une métropolie est érigée avec siège à Arkhangelsk. Elle est supprimée autour de 1943, lorsque le pouvoir réorganise tous les sièges épiscopaux.
Le Saint-Synode érige à nouveau cette métropolie le 27 décembre 2011, cette fois-ci dans les limites de l'oblast d'Arkhangelsk. Le premier métropolite en est l'évêque d'Arkhangelsk et Kholmogory, Daniel (Dorovskikh), consacré le 8 janvier 2012 par le patriarche Cyrille à la cathédrale de la Dormition du Kremlin de Moscou.
Le 9 mars 2017, l'éparchie de Plessetsk est formée et placée sous la juridiction du siège d'Arkhangelsk. 

## Éparchies

### Éparchie d'Arkhangelsk
Territoire : districts urbains d'Arkhangelsk, de Novodvinsk, de Severodvinsk ; raïons de Pinega, de Primorié et de Kholmogory dans l'oblast d'Arkhangelsk.
Archevêque : métropolite Corneille (Sinaïev).

### Éparchie de Kotlas
Territoire : raïons de Velsk, de Verkhniaïa Toïma, de Vilegodsk, de Konocha, de Kotlas, de Krasnoborsk, de la Léna, de Niandoma, d'Oustianskaïa et de Chenkoursk dans l'oblast d'Arkhangelsk.
Évêque : Basile (Danilov), population 288 000 habitants, 45 paroisses.

### Éparchie de Narian-Mar
Territoire : Nénétsie, raïons de Lechoukonskoïe et de Mezen dans l'oblast d'Arkhanglesk, archipels de la Nouvelle-Zemble et de la Terre François-Joseph.
Évêque : Jacob (Tislenko), population environ 66 000 habitants, 10 paroisses.

### Éparchie de Plessetsk
Territoire : raïons de Vinogradov, de Kargopol, d'Onega, de Plessetsk dans l'oblast d'Arkhangelsk.
Évêque : Alexandre (Zaïtsev).